# Чорпан Тархан
Чорпан Тархан је према извештајима Мовсеса Каланкатујука био „крвождерни и дивљи” хазарски војсковођа који је напао и опустошио Јерменију у априлу 630. године нове ере. Највероватније је био официр у војсци Западних Гок Турака на челу са Бори Шадом након Зиебелове (или Тонг Јабгу Каган) победе у Трећем персијско-туркијском рату, Чорпан Тархан је у заседи убио 10.000 персијски коњаника које је Шахрбараз послао како би обздао инвазију.